# Kanton Étain
Kanton Étain (fr. Canton d'Étain) je francouzský kanton v departementu Meuse v regionu Grand Est. Tvoří ho 42 obcí. Před reformou kantonů 2014 ho tvořilo 26 obcí.

## Obce kantonu
od roku 2015:
| - Avillers-Sainte-Croix - Boinville-en-Woëvre - Bonzée - Braquis - Buzy-Darmont - Combres-sous-les-Côtes - Dommartin-la-Montagne - Doncourt-aux-Templiers - Les Éparges - Étain - Fresnes-en-Woëvre - Fromezey - Gussainville - Hannonville-sous-les-Côtes - Harville - Haudiomont - Hennemont - Herbeuville - Herméville-en-Woëvre - Labeuville - Latour-en-Woëvre | - Maizeray - Manheulles - Marchéville-en-Woëvre - Mouilly - Moulotte - Pareid - Parfondrupt - Pintheville - Riaville - Ronvaux - Saint-Hilaire-en-Woëvre - Saint-Jean-lès-Buzy - Saint-Remy-la-Calonne - Saulx-lès-Champlon - Thillot - Trésauvaux - Ville-en-Woëvre - Villers-sous-Pareid - Warcq - Watronville - Woël |

před rokem 2015:
- Abaucourt-Hautecourt
- Blanzée
- Boinville-en-Woëvre
- Braquis
- Buzy-Darmont
- Châtillon-sous-les-Côtes
- Damloup
- Dieppe-sous-Douaumont
- Eix
- Étain
- Foameix-Ornel
- Fromezey
- Gincrey
- Grimaucourt-en-Woëvre
- Gussainville
- Herméville-en-Woëvre
- Lanhères
- Maucourt-sur-Orne
- Mogeville
- Moranville
- Morgemoulin
- Moulainville
- Parfondrupt
- Rouvres-en-Woëvre
- Saint-Jean-lès-Buzy
- Warcq